# Andrea Raggio
Andrea Raggio (Cagliari, 30 novembre 1929 – Cagliari, 30 marzo 2013) è stato un politico italiano, esponente del Partito Comunista Italiano e parlamentare europeo.

## Biografia
Fu Presidente del Consiglio della Regione Sardegna tra il 1977 e il 1979 per il Partito Comunista Italiano, è poi stato eletto alle elezioni europee del 1984 e poi riconfermato nel 1989, sempre nelle liste del PCI. A Strasburgo è stato membro della Commissione per gli affari sociali e l'occupazione, della Delegazione per le relazioni con il Comitato dei parlamentari dell'EFTA, della Commissione per gli affari sociali e l'occupazione, della Delegazione per le relazioni con gli Stati del Golfo, della Commissione per la politica regionale e l'assetto territoriale, della Delegazione per le relazioni con i paesi del Mashrek, della Delegazione per le relazioni con il Canada. Conclude il proprio mandato europarlamentare nel 1994, quando aveva aderito al PDS; dal 1998 confluì nei DS.
Morì il 30 marzo 2013 all'età di 83 anni.